# Rikke Sevecke
Rikke Læntver Sevecke (Nykøbing Falster, 1996. június 15. –) dán női válogatott labdarúgó. Franciaországban, a Division 1 Féminine bajnokságában érdekelt Fleury 91 csapatának védője.

## Pályafutása
A családi hagyományokat követve, hároméves korában szülővárosának sportegyesületében kezdte a labdarúgást. Gimnáziumi éveit Ballerupban töltötte, itt a BSF csapatával országos U18-as futsal bajnoki címet szerzett.

### Klubcsapatban
A felnőttek között már a Elitedivisionen küzdelmeiben is részt vállalt, ráadásul a bajnokság legjobb védői közé sorolták. 2015. január 15-én elfogadta a Brøndby IF ajánlatát és a sárga-kékek együtteséhez írt alá.
2017-ben hat hónapra az Egyesült Államokba, az Északnyugat-ohiói Egyetemre távozott, itt az egyetemi csapatban 24 meccsen 8 alkalommal talált be ellenfelei hálójába, emellett pedig 10 gólpasszt is kiosztott, ennek eredményeképpen az Év újonca címmel térhetett vissza a Brøndbyhez.
2019. június 4-én igazolt a francia Fleury 91 együtteséhez. A világjárvány miatt befejezetlen bajnoki idényben minden mérkőzésen pályára lépett, végül csapatával a hetedik helyen végeztek.
Megbízható játékával felkeltette az Everton figyelmét és 2020. július 16-án aláírt a liverpooli együtteshez.

### A válogatottban
2016. március 4-én Sanne Troelsgaard cseréjeként, Izland ellen mutatkozhatott be a válogatottban egy Algarve-kupa mérkőzésen.

## Sikerei, díjai

### Klubcsapatokban
Dán bajnok (2):
- Brøndby IF (2): 2014-15, 2018-19

 Dán kupagyőztes (2):
- Brøndby IF (2): 2014-15, 2018-19

## Statisztikái

### A válogatottban
2020. december 1-el bezárólag
| Válogatott | Szezon   | Mérk. | Gól |
| ---------- | -------- | ----- | --- |
| Dánia      |          |       |     |
| 2016       | 2        | 0     |     |
| 2018       | 9        | 0     |     |
| 2019       | 8        | 1     |     |
| 2020       | 7        | 1     |     |
| Összesen   | Összesen | 26    | 2   |

| Dánia színeiben szerzett góljai | Dánia színeiben szerzett góljai | Dánia színeiben szerzett góljai | Dánia színeiben szerzett góljai | Dánia színeiben szerzett góljai | Dánia színeiben szerzett góljai | Dánia színeiben szerzett góljai | Dánia színeiben szerzett góljai |
| ------------------------------- | ------------------------------- | ------------------------------- | ------------------------------- | ------------------------------- | ------------------------------- | ------------------------------- | ------------------------------- |
|                                 |                                 |                                 |                                 |                                 |                                 |                                 |                                 |
| Gól                             | Dátum                           | Helyszín                        | Ellenfél                        | Találat                         | Eredmény                        | Esemény                         | Forrás                          |
| 1.                              | 2019. augusztus 29.             | Energi Viborg Arena, Viborg     | Málta                           | 3–0                             | 8–0                             | 2021-es Eb-selejtező            | [ 9 ]                           |
| 2.                              | 2020. szeptember 17.            | N/FSBiH Edzőközpont, Zenica     | Bosznia-Hercegovina             | 3–0                             | 4–0                             | 2021-es Eb-selejtező            | [ 10 ]                          |